# Hoplodrina sanildefonsensis
Hoplodrina sanildefonsensis är en fjärilsart som beskrevs av Calle 1981. Hoplodrina sanildefonsensis ingår i släktet Hoplodrina och familjen nattflyn. Inga underarter finns listade i Catalogue of Life.